# Trovarobe
Il trovarobe è una particolare figura professionale che opera nel campo dello spettacolo, spaziando dal cinema al teatro alla televisione.

## Descrizione
Si tratta di un collaboratore che lavora in sinergia con l'apparatore, il decoratore, lo scenografo, il costumista e tutte quelle figure professionali che lavorano per l'allestimento artistico di un evento spettacolare. La sua particolare funzione consiste maggiormente nel reperire gli oggetti e le suppellettili necessarie ad un allestimento ed all'arredamento di un set: sono quindi fuori dal suo campo d'azione le scenografie e le luci, i costumi e l'attrezzistica (quest'ultima quando il trovarobe non si identifichi anche con l'attrezzista). 
Sotto la direzione e le esigenze del direttore artistico o del regista, i trovarobe devono recuperare il materiale richiestogli nei più diversi luoghi: dai negozi specializzati agli antiquari fino alle discariche e così via: hanno molte volte a disposizione un budget determinato dalla produzione, più raramente è il trovarobe stesso a dover stilare un preventivo di spesa per le suppellettili e gli oggetti necessari. Ancora più raramente (ed è spesso il caso di piccole produzioni), al trovarobe è richiesto di fabbricare appositamente gli oggetti.
Da molti decenni la figura del Trovarobe è andata scomparendo ed è stata assorbita da quella dell'Attrezzista, il quale si occupa di tutto quanto non è scenografia, costumi e luci.
Il teatro che è arrivato fino all'immediato dopoguerra aveva bisogno del Trovarobe perché gli spettacoli viaggiavano prevalentemente in treno, quindi tutto quello che era possibile reperire sul posto della recita, non seguiva la compagnia.
Con l'avvento dei trasporti teatrali con camion o grossi furgoni, questa necessità è venuta a mancare e il ruolo del Trovarobe è diventato meno significativo.
Oggi è una figura quasi scomparsa. Ne rimane leggera traccia solo nelle compagnie amatoriali, quindi non professioniste, dove qualcuno continua ad occuparsi di trovare gli oggetti di scena necessari per lo spettacolo.